# Trapelus blanfordi
Trapelus blanfordi är en ödleart som beskrevs av  Anderson 1966. Trapelus blanfordi ingår i släktet Trapelus och familjen agamer. Inga underarter finns listade i Catalogue of Life.